# 堀内誠一
堀内 誠一（ほりうち せいいち、1932年12月20日 - 1987年8月17日）は、日本のグラフィックデザイナー、エディトリアルデザイナー、絵本作家。

## 生涯
東京府向島(現・墨田区)生まれ。父・堀内治雄も図案家で、近代日本における商業デザイナーの先駆けだった。
小学1年生時にすでに私家版雑誌を作りはじめる。最終学歴は日本大学第一商業学校（現在の日本大学第一高等学校）中退。1947年4月に14歳で伊勢丹百貨店に入社。1948年、現代美術会展激励賞。1955年アド・センター株式会社設立。1958年に内田路子（内田巌の娘）と結婚。1968年から翌1969年にかけて澁澤龍彦とともに季刊誌である『血と薔薇』を編集した。1974年、フランス・パリ郊外のアントニーに移住。パリ在住日本人向けミニコミ誌『イリフネ・デフネ』（現『OVNI』）創刊に参画。1981年まで定住。1987年に下咽頭癌により死去。享年54。
堀内がデザインした平凡出版（現マガジンハウス）の雑誌『an・an』『POPEYE』『BRUTUS』『Olive』は現在もなお、そのロゴが使用されている。

## 家族
- 父の堀内治雄は多田北烏に師事した図案家で、戦前は北烏の下で働き、戦後は交通博物館に籍を置いてレタリングやポスターデザインを手掛け[2]、北烏のサン・スタジオをまねて向島にレインボー・スタジオを設立した[3]。
- 母の咲子は石川県羽咋の地主の娘で、治雄が体を壊して以降は一家の働き手として洋裁の内職で家計を支えた[2]。
- 妻の堀内（内田）路子の父は洋画家・内田巌、祖父は翻訳者・作家の内田魯庵。妻・路子が翻訳し、誠一が絵を担当した共著の児童書がある。
- 二人の子供も共に翻訳者の道に進み、長女の堀内花子はロベール・ドアノーほか写真集・美術書、次女の堀内紅子は児童書を訳している。

## 絵本作家として
前述の、結婚した年に初の絵本『くろうまブランキー』を出版したが、後期には絵本作家としても多数の作品を残した。主に福音館書店のこどものとものシリーズとして出版された。

### 代表的絵本作品
- 「くろうまブランキー」 福音館書店（1958年) 伊東三郎著
- 「ぐるんぱのようちえん」福音館書店（1966年） 西内ミナミ著
テレビドラマ『天使が消えた街』（日本テレビ、2000年）で主人公の記憶にかかわる重要な絵本となっている。
- 「たろうのおでかけ」 福音館書店（1966年) 村山桂子著
- 「おやゆびちーちゃん」 福音館書店（1967年） 木島始訳
- 「ふらいぱんじいさん」あかね書房（1969年）神沢利子著
- 「ちのはなし」 福音館書店（1972年）
- 「銀のほのおの国」福音館書店（1972年）神沢利子著
- 「ぴよ ぴよ」「かっきくけっこ」「あっはっは」ひかりのくに（1972年）

　　詩人・谷川俊太郎と作った「ことばのえほん」シリーズ（全3巻）。2009年夏、復刊（くもん出版）。
- 「マザー・グースのうた (草思社)|マザー・グースのうた」（全5集） 草思社（1975年） - （1976年）  谷川俊太郎訳
- 「めのはなし」 福音館書店（1977年）
- 「お父さんのラッパばなし」 福音館書店（1977年）
- 「こすずめのぼうけん」　福音館書店（1977年）ルース・エインズワース著　石井桃子訳
- 「パンのかけらとちいさなあくま」福音館書店（1979年） リトアニア民話・内田莉莎子再話。1992年復刊
- 「秘密の花園」 福音館書店（1979年）
- 「絵本の世界（110人のイラストレーター）」 福音館書店（1984年）
- 「てんのくぎをうちにいった はりっこ」福音館書店こどものとも（1985年）神沢利子著

## その他の著書
- 「父の時代・私の時代」 日本エディタースクール出版部（1979年）、増訂版・マガジンハウス、2007年。新版・ちくま文庫、2023年
- 「堀内誠一の空とぶ絨緞」平凡出版（1989年）
- 「パリからの旅―パリとフランスの町々」マガジンハウス（1990年）
- 「ぼくの絵本美術館」マガジンハウス（1998年）
- 「堀内誠一 絵の世界」平凡社（2022年）

## 展覧会
2009年世田谷文学館・伊丹市立美術館にて「堀内誠一　旅と絵本とデザインと」展開催。その後2011年のうらわ美術館まで日本各地を巡回した。